# Georges Douking
Georges Douking (6 de agosto de 1902 – 20 de octubre de 1987) fue un actor, escenógrafo, decorador y diseñador de vestuario de nacionalidad francesa.

## Biografía
Nacido en París, Francia, su verdadero nombre era Georges Ladoubée. Junto a su esposa, Janie Gayme, formó parte de las compañías teatrales de Léon Chancerel y Gaston Baty. Sucedió a este último en la dirección de la Comédie de Provence, en Aix-en-Provence, entre 1953 y diciembre de 1955, cuando dejó el cargo a René Lafforgue.
Uno de los actores preferidos de Pierre Chenal, Georges Douking falleció en 1987 en Draveil, Francia.

## Teatro

### Actor
- 1929 : Prise, de André Pascal y Albert-Jean, escenografía de Albert-Jean, Théâtre de l'Avenue
- 1933 : Crimen y castigo, a partir de Fiodor Dostoïevski, escenografía de Gaston Baty, Théâtre Montparnasse
- 1943 : Cristobal, de Charles Exbrayat, escenografía de Jean Darcante, Théâtre Montparnasse
- 1946 : Huon de Bordeaux, de Alexandre Arnoux, escenografía de Georges Douking, Théâtre Pigalle
- 1947 : Huon de Bordeaux, de Alexandre Arnoux,  escenografía de Georges Douking, Centre dramatique de l'Est
- 1950 : L'Affaire Fualdes, de Denis Marion, escenografía de Georges Douking, Théâtre du Vieux-Colombier
- 1953 : Huon de Bordeaux, de Alexandre Arnoux, escenografía de Georges Douking, Théâtre des Célestins
- 1957 : Les Hommes du dimanche, de Jean-Louis Roncoroni, escenografía de Georges Douking, Théâtre de la Michodière
- 1957 : Fausto, de Goethe, escenografía de Gaston Baty, Théâtre Montparnasse
- 1958 : Les Murs de Palata, de Henri Viard, escenografía de Georges Douking, Théâtre du Vieux-Colombier
- 1961 : Spéciale Dernière, de Ben Hecht y Charles MacArthur, escenografía de Pierre Mondy, Théâtre de la Renaissance

### Director
- 1937 : À cheval sur la mer, de John Millington Synge, Théâtre des Ambassadeurs
- 1938 : El cántaro roto, de Heinrich von Kleist, Théâtre des Ambassadeurs
- 1942 : Sodome et Gomorrhe, de Jean Giraudoux, Théâtre Hébertot
- 1946 : Huon de Bordeaux, de Alexandre Arnoux, Théâtre Pigalle
- 1947 : Huon de Bordeaux, de Alexandre Arnoux, Centre dramatique de l'Est
- 1947 : Messaline, de Claude Vermorel, Théâtre Pigalle
- 1947 : La Descente aux enfers, de Madame Simone, Théâtre Pigalle
- 1948 : Lucienne et le boucher, de Marcel Aymé, Théâtre du Vieux-Colombier
- 1949 : Le Légataire universel, de Jean-François Regnard, Théâtre des Célestins
- 1950 : L'Affaire Fualdes, de Denis Marion, Théâtre du Vieux Colombier
- 1951 : Halte au destin, de Jacques Chabannes, Théâtre de la Potinière
- 1951 : Vogue la galère, de Marcel Aymé, Théâtre de la Madeleine
- 1952 : Feu Monsieur de Marcy, de Raymond Vincy y Max Régnier, Teatro de la Porte Saint-Martin
- 1953 : Flamineo, de Robert Merle, Théâtre des Célestins
- 1954 : N'importe quoi pour elle, de Steve Passeur, Théâtre Gramont
- 1954 : Bayaceto, de Jean Racine, Comédie de Provence
- 1954 : Las mujeres sabias, de Molière, Comédie de Provence
- 1954 : Saül, de André Gide, Comédie de Provence
- 1955 : Le Tombeau d'Achille, de André Roussin, Comédie de Provence
- 1955 : Carré de sept, de Charles Galtier, Théâtre Hébertot y Comédie de Provence
- 1955 : Ainsi va le monde, de William Congreve, Comédie de Provence
- 1957 : Noche de reyes, de William Shakespeare, Festival des Nuits de Bourgogne Beaune
- 1957 : Les Hommes du dimanche, de Jean-Louis Roncoroni, Théâtre de la Michodière
- 1958 : Les Murs de Palata, de Henri Viard, Théâtre du Vieux-Colombier
- 1965 : Le Plus Grand des hasards, de André Gillois y Max Régnier,  Teatro de la Porte Saint-Martin

## Filmografía

### Cine
- 1926 : Casanova, de Alexandre Volkoff
- 1933 : La Rue sans nom, de Pierre Chenal
- 1935 : Crime et Châtiment, de Pierre Chenal
- 1935 : Le Domino vert, de Herbert Selpin y Henri Decoin
- 1936 : Sous les yeux d'Occident / Razumov, de Marc Allégret
- 1936 : L'Homme de nulle part, de Pierre Chenal
- 1937 : La Femme du bout du monde, de Jean Epstein
- 1937 : J'accuse, de Abel Gance
- 1937 : L'Affaire Lafarge, de Pierre Chenal
- 1938 : Les Gaietés de l'exposition, de Ernest Hajos
- 1938 : Le Train pour Venise, de André Berthomieu
- 1938 : Éducation de prince, de Alexandre Esway
- 1938 : Eusèbe député, de André Berthomieu
- 1938 : Katia, de Maurice Tourneur
- 1938 : Paix sur le Rhin, de Jean Choux
- 1939 : Les Otages, de Raymond Bernard
- 1939 : Le Dernier Tournant, de Pierre Chenal
- 1939 : Yamilé sous les cèdres, de Charles d'Espinay
- 1939 : Le jour se lève, de Marcel Carné
- 1939 : Deuxième Bureau contre Kommandantur, de René Jayet y Robert Bibal
- 1939 : Louise, de Abel Gance
- 1939 : La Charrette fantôme, de Julien Duvivier
- 1940 : Finance noire, de Félix Gandera
- 1942 : La Main du diable, de Maurice Tourneur
- 1943 : Tornavara, de Jean Dréville
- 1943 : Un seul amour, de Pierre Blanchar
- 1943 : Adrien, de Fernandel
- 1947 : Clochemerle, de Pierre Chenal
- 1949 : Maya, de Raymond Bernard
- 1949 : Lady Paname, de Henri Jeanson
- 1949 : Le Jugement de Dieu, de Raymond Bernard
- 1951 : Le Garçon sauvage, de Jean Delannoy
- 1956 : Notre-Dame de Paris, de Jean Delannoy
- 1956 : Œil pour œil, de André Cayatte
- 1957 : Rafles sur la ville, de Pierre Chenal
- 1957 : La Bonne tisane, de Hervé Bromberger
- 1958 : Ce corps tant désiré, de Luis Saslavsky
- 1959 : La Bête à l'affût, de Pierre Chenal
- 1959 : Le Bossu, de André Hunebelle
- 1960 : Chien de pique, de Yves Allégret
- 1960 : L'Amant de cinq jours, de Philippe de Broca
- 1960 : La Fête espagnole, de Jean-Jacques Vierne
- 1963 : Les Félins, de René Clément
- 1964 : What's New Pussicat?, de Clive Donner
- 1965 : Mademoiselle, de Tony Richardson
- 1966 : The Poppies Are Also Flowers, de Terence Young
- 1966 : Triple Cross, de Terence Young
- 1967 : Mayerling, de Terence Young
- 1967 : Lagardère, de Jean-Pierre Decourt
- 1968 : Histoires extraordinaires, episodio "Metzengerstein", de Roger Vadim
- 1968 : The charge of the light brigade, de Tony Richardson
- 1968 : Catherine, il suffit d'un amour, de Bernard Borderie
- 1969 : Maldonne, de Sergio Gobbi
- 1969 : La Vía Láctea (película de 1969), de Luis Buñuel
- 1969 : L'Arbre de Noël, de Terence Young
- 1969 : Les Patates, de Claude Autant-Lara
- 1970 : Sortie de secours, de Roger Kahane
- 1971 : La Grande Maffia, de Philippe Clair
- 1972 : Le Droit d'aimer, de Éric Le Hung
- 1972 : El discreto encanto de la burguesía, de Luis Buñuel
- 1973 : Les Quatre Charlots mousquetaires, de André Hunebelle
- 1974 : Les bidasses s'en vont en guerre, de Claude Zidi
- 1975 : Les Conquistadores, de Marco Pauly

### Televisión
- 1964 : Rocambole, de Jean-Pierre Decourt
- 1967 : Le Golem, de Jean Kerchbron
- 1967 : Lagardère, de Jean-Pierre Decourt
- 1970 : Le Fauteuil hanté, de Pierre Bureau
- 1971 : Tang, de André Michel
- 1971 : L'Homme qui rit, de Jean Kerchbron
- 1973 : Joseph Balsamo, de André Hunebelle
- 1975 : L'Homme sans visage, de Georges Franju